# Ade zur guten Nacht

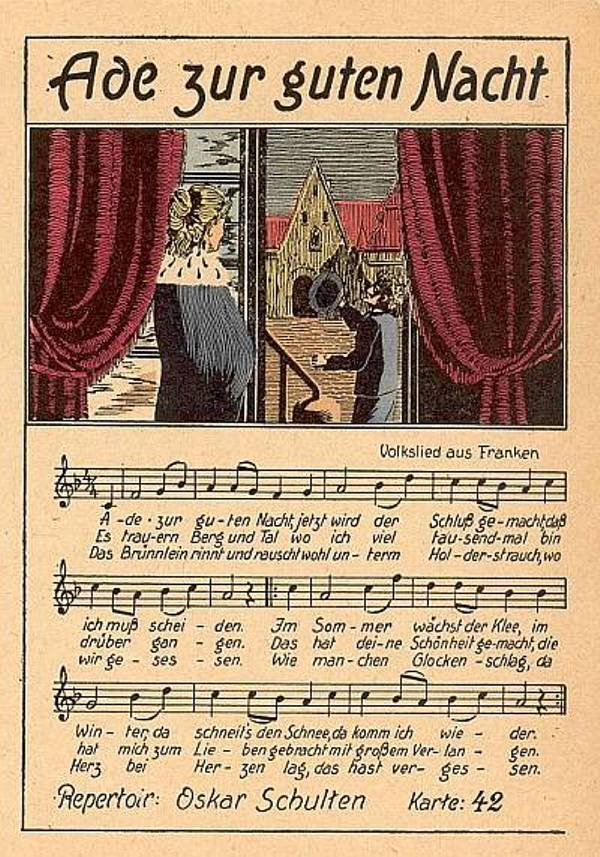
Liedpostkarte Ade zur guten Nacht (um 1930)

Das deutsche Lied Ade zur guten Nacht ist seit der Mitte des 19. Jahrhunderts in Deutschland, Österreich und der Schweiz bekannt.

## Liedtext
In vielen Liederbüchern ist das Lied nur mit drei Strophen vertreten. Die später als Nr. 3 eingeschobene Strophe stammt von Eduard Mörike, der sie an den Volksliedsammler Georg Scherer einsandte, von dem sie 1863 geringfügig verändert veröffentlicht wurde. Die folgende Fassung mit vier Strophen entstammt „dem in der Jugendbewegung am meisten verbreiteten Zupfgeigenhansl“ von 1910.
| 1. Ade zur guten Nacht! Jetzt wird der Schluß gemacht, Daß ich muß scheiden. Im Sommer da wächst der Klee, Im Winter, da schneit’s den Schnee, Da komm ich wieder. 2. Es trauern Berg und Tal, Wo ich viel tausendmal Bin drüber gangen; Das hat deine Schönheit gemacht, die hat mich zum Lieben gebracht mit großem Verlangen. 3. Das Brünnlein rinnt und rauscht Wohl dort am Holderstrauch, Wo wir gesessen, Wie manchen Glockenschlag, da Herz bei Herzen lag, das hast du vergessen. | |
| 4. Die Mädchen in der Welt Sind falscher als das Geld Mit ihrem Lieben. Ade zur guten Nacht, jetzt wird der Schluß gemacht, daß ich muß scheiden. | 4. a Die Mädchen allzumal sind wie ein Sonnenstrahl mit ihrem Lieben! Ade zur guten Nacht, jetzt ist der Schluß gemacht, daß ich muß scheiden. |
| Alternative Schlussstrophe (Herkunft unbekannt) Ade zur guten Nacht, Jetzt ist der Schluss gemacht, Von dir zu scheiden. Von dir, o Herzallerliebster mein, Es muss halt doch geschieden sein, Das macht mir Leiden. | |
| Weitere Strophe Ach wär’ ich ein großer Herr, zög’ niemandem hinterher, ein Taler zu erben. Ich stünd da am Heckenzaun nur um nach dir auszuschaun und um dich zu werben. | |

Bereits vor Entstehung des Liedes hatte Achim von Arnim eines seiner Gedichte mit Ade zur guten Nacht getitelt (Erste Zeile „Der Mond, der steht am höchsten, die Sonn will untergehn“). Für die Variante Nun ade zur guten Nacht, wer das Lieben hat erdacht im von den Steglitzer Wandervögeln 1912 erstellten Steglitzer Liederblatt wäre der Text hier noch zu ergänzen.

## Herkunft
Das spätromantische Lied „wurde erstmals im frühen 19. Jahrhundert aus mündlicher Überlieferung aufgezeichnet“. Texter und Komponist sind anonym geblieben, und auch in welchem der deutschen Landen das Lied entstand, ist bis heute nicht eindeutig geklärt worden. Während für die Entstehung der „Volksweise“ mal Thüringen um 1848 genannt wird, werden für Text und Melodie in verschiedenen Liederbüchern Sachsen und Franken oder Thüringen und Sachsen oder Sachsen, Franken und Rheinpfalz angegeben. Gedruckt erschien es nach bisheriger Kenntnis zum ersten Mal 1843 in Gottfried Wilhelm Finks Musikalischem Hausschatz der Deutschen.
Die ursprüngliche Bedeutung der Redewendung „Ade zur guten Nacht“ war ein Abschiedsgruß, wenn man Familie oder Liebste für immer verließ. Zum Beispiel bei Auswanderung, Verurteilung zum Tode oder auch selbstgewähltem Abschied auf immer aufgrund von Liebeskummer, Enttäuschung etc., wie es der Text von „Ade zur guten Nacht“ zeigt. Später (Anfang des 20. Jahrhunderts) ging diese Bedeutung verloren, weshalb „Ade zur guten Nacht“ als Abendgruß interpretiert und deshalb das Lied als Abendlied angesehen wurde.

## Rezeption
Ade zur guten Nacht ist in zahlreichen Liederbüchern und auf etlichen Tonträgern erschienen (einschließlich Partituren). Die Popularität eines Liedes kann man sicherlich nicht an allein an der Anzahl oder der Verbreitung von Liederbüchern und Tonträgern festmachen, aber sie können doch gewisse Aufschlüsse über seine Rezeption geben, wenngleich damit keine Aussage über die Häufigkeit des Singens oder Anhörens getroffen werden kann.

### Bis 1900
In der zweiten Hälfte des 19. Jahrhunderts wurde Ade zur guten Nacht populär, vor allem in studentischen Kreisen, wozu 1847 die Aufnahme in Göpels Kommersbuch und 1858 in das Allgemeine Deutsche Kommersbuch beigetragen haben. In der Schweiz wurde das Lied 1869 in die Sammlung von Volksgesängen für den gemischten Chor aufgenommen. In der ersten Ausgabe des  Deutschen Liederhort, 1856 von Ludwig Erk ediert, war es noch nicht vertreten; 1893/94 wurde es dann aber in den 2. Band des von Franz Magnus Böhme erweiterten und überarbeiteten, „wohl als Standardwerk zu bezeichnenden“ dreibändigen Werks aufgenommen.

### 1900 bis 1933
Im Zupfgeigenhansl gehörte das Abschiedslied gleich zu den fünf Liedern, die in der ersten Auflage von 1909 enthalten waren. Der „Zupf“, so genannt in der Jugendbewegung, vor allem im Wandervogel, „verbreitete sich (stark erweitert) sich wie ein Lauffeuer über Deutschland“; bereits 1924 umfasste die 139. Auflage das 729. – 733. Tausend. Doch das Allgemeine Deutsche Kommersbuch, das auch in bündischen Kreisen populär war, erlebte ebenfalls viele Neuauflagen (1914 bereits die 101.–110. Auflage). Auch in Arbeiterkreisen (z. B. in Volkslieder für die arbeitende Jugend, 1914 und im Jugendliederbuch), 1929 sowie in so gegensätzlichen Gruppierungen wie im rechtskonservativen Stahlhelm (Stahlhelm Bundesliederbuch, 1924) und des liberalchristlichen Bundes für Gegenwartschristentum (Die güldne Sonne, 1925) wurde das Lied adaptiert. Selbst die Polizisten (Liederbuch für die deutsche Polizei, 1928) und die Sportler (Bundesliederbuch des Arbeiter-, Turn- und Sportbundes, 1928) mochten das Abschieds- oder Abendlied ebenso so wenig auslassen wie deutsche und österreichische Monarchisten (Liederbuch für den Königin-Luise-Bund, 6. Auflage 1932 bzw. Unsere Lieder – Heimwehr des Fürsten Starhemberg, 1932).

### 1933 bis 1945
Gleich zu Beginn des Nazi-Regimes fand das Lied seine Aufnahme in nationalsozialistischen Liedersammlungen, so z. B. in die Liederbücher für die Hitlerjugend Blut und Ehre (herausgegeben von Baldur von Schirach) und Uns geht die Sonne nicht unter (1933 bzw. 1934) und in die des Arbeitsdienstes und der SS (Die Fahne hoch, 1934 bzw. SS-Liederbuch, o. J.). Zu finden war das Lied auch in Liederbüchern der Wehrmacht wie in Morgen marschieren wir (1939), im Liederbuch der Kriegsmarine (1940) und später als Frontausgabe in Die grauen Hefte der Armee  (Heft 2, o. J.).
Neben Die Moorsoldaten, Die Gedanken sind frei, Jenseits des Tales und weiteren rund 180 Liedern war Ade zur guten Nacht auch im Lagerliederbuch des Konzentrationslagers Sachsenhausen (1942) enthalten.

### Ab 1945
Aus dem Liederbuch für die deutschen Flüchtlinge in Dänemark wurde Ade zur guten Nacht Anfang 1945 gesungen. Danach ist das Lied in Schulbüchern (z. B. in Musik für die Schule, 1947 und in Der Singer – ein Liederbuch für Schule, 1949) und in vielen späteren schulischen Musikbüchern vertreten. Das Lied wurde und wird noch in allen Bevölkerungskreisen und Gruppierungen gesungen sowohl in katholischen Gemeinschaften (z. B. Lieder der Jugend, 1946 hrsg. vom Erzbischöflichen Jugendamt, München) und sozialdemokratischen (z. B. Wir Falken singen) als auch von Turnern (z. B. im Deutschen Turnerliederbuch, 1958) oder Wanderern (z. B. Deutsches Wanderliedbuch, Gebirgs- und Wanderverein, 1967) und von den Pfadfindern (z. B. in Der Funke, 2009) wie auch in privaten Kreisen als Abschiedslied nach Familienfeiern oder als Abendlied in geselliger Runde. Nach wie vor war es beliebt in studentischen Verbindungen, so erlebte z. B. das Allgemeine Deutsche Kommersbuch und damit das Lied Ade zur guten Nacht 2021 seine 167. Auflage.
Zur großen Popularität haben auch die hohen Auflagen bestimmter Liederbücher beigetragen, z. B. Zupfgeigenhansl (über eine Million seit 1909), das Fischer Taschenbuch Das Liederbuch (1999) und das Songbook von Hannes Wader Lieder von 2000–2005 (2006). In der seit ihrem Erscheinen 1953 weit verbreiteten Mundorgel ist es nicht vertreten.
In der Schweiz wurden neue Liederbücher mit Ade zur guten Nacht verlegt, so z. B. 1956 die Fahrtenlieder der Schweizer Wandervögel oder die von Tomi Ungerer illustrierte Liedersammlung Das große deutsche Liederbuch – 204 deutsche Volkslieder und Kinderlieder (Zürich 1975), und in Österreich wurde es u. a. 1962 in das Österreichische Soldaten-Liederbuch und 1980 in Komm sing mit  – österreichisches Liederbuch aufgenommen sowie 2001 in Es klappert die Mühle. 1999 erschien ein Reprint der englischen Edition Fifty German Folkssongs (London, ursprünglich 1967) und ebenfalls 1999 eine deutsch-polnische Ausgabe (Polsko-niemiecki śpiewnik Deutsch-polnisches Liederbuch, Warszawa und Potsdam 1999).
In der Bundesrepublik kam nach der Einführung der Bundeswehr 1956 das Liederbuch der Soldaten heraus, dem 1991 das vom Bundesministerium für Verteidigung herausgegebene Kameraden singt! – Liederbuch der Bundeswehr folgte.
In der DDR kam bereits 1951 das Liederbuch Zwanzig bekannte alte und neue Lieder der Jugend heraus. Viele andere Sammlungen enthielten ebenfalls Ade zur guten Nacht, z. B. das Liederbuch der deutschen Jugend – FDJ – Leben Singen Kämpfen (1964) und später auch Volks- und Zeltlieder – Wohlan die Zeit ist kommen (1986) sowie Wohlauf in Gottes schöne Welt (1989). Zuvor (1982) war sogar ein Reprint des Zupfgeigenhansl erschienen. Im „Großen Steinitz“ dagegen ist es nicht zu finden.
Nach 1990 erschien das Lied noch in weiteren Liederbücher, die jedoch – mit Ausnahme des 1997 im Bertelsmann Club verlegten Die schönsten Volkslieder – nur in geringen Ausgaben ediert wurden, so 2008 in Unser Sandmännchen – Liederbuch und 2009 in Der Funke der Christlichen Pfadfinderschaft Deutschlands sowie – bisher zuletzt – 2012 in Tonspur der Heliand-Pfadfinderschaft und in Das kleine Schwarze.
Betrachtet man die Übernahme des Liedes auf Tonträger, so stieg seine Popularität nach Heinos Erfolgen Sing mit Heino Folge 1 und 2 (1966) und Kein schöner Land in dieser Zeit (1967) in den 1980er Jahren sprunghaft an und setzte sich in den 1990er Jahren fort. Dazu beigetragen haben nicht nur weitere Alben von Heino wie Fahrtenlieder – Album (1975) und die Neuauflage Sing mit Heino (1977) und Nun ade du mein lieb Heimatland sowie die Neuauflage von Ein schöner Land … (1986) und Haselnuss (1989), sondern auch die des durch Radio und Fernsehen bekannten Montanara-Chors, z. B. Volkslieder  (1982) und der  Fischer-Chöre, z. B. Die schönsten Volkslieder (1977). Selbst berühmte Opernsänger wie Rudolf Schock (Nun ade du mein lieb Heimatland, 1976), Fritz Wunderlich (Wer die Heimat liebt, 1980) und Peter Schreier (Die schönsten deutschen Volkslieder, 1985; Wir lieben das Leben – Die deutschen Volkslieder, 1985) sowie Hermann Prey (Deutsche Volkslieder, 1988) mochten das hauptsächlich als Abendlied aufgefasste Ade … auf ihren Tonträgern nicht missen.
In Folkkreisen besonders beliebt und geschätzt waren die Alben von Zupfgeigenhansel Miteinander (1982), Hein und Oss singen Volkslieder (herausgegeben von der Büchergilde Gutenberg) und vor allem Hannes Wader singt Volkslieder (1990). Kaum ein Label, kaum ein Sänger mochte Ade zur guten Nacht nicht bei Konzerten singen oder auf Tonträger interpretieren.
Auch in der DDR wurde das Lied aufgenommen, z. B. auf Kein schöner Land (1983) und Hoch auf dem gelben Wagen (1986) sowie Der Lautenschläger (1987).
Nach 1990 ließ das Interesse der Phonoindustrie nach; es folgten nur noch wenige Aufnahmen mit bekannten Interpreten, wie z. B. Reinhard Mey mit der CD 2 Mit Lust und Liebe (1992) und Hannes Wader mit weiteren Interpreten auf der CD … und es wechseln die Zeiten (2004). Wie beliebt Ade zur guten Nacht jedoch weiterhin geblieben ist, zeigen die zahlreichen Videos bekannter und unbekannter Sänger und Sängerinnen auf Youtube und die beachtliche Anzahl von Partituren, von denen das Deutsche Musikarchiv, Leipzig über 50 in den vergangenen 20 Jahren in seine Bestände aufgenommen hat.